# National Football League 1930
La stagione NFL 1930 fu l’11ª stagione sportiva della National Football League, la massima lega professionistica statunitense di football americano. La stagione iniziò il 14 settembre e si concluse il 14 dicembre 1930 con la vittoria dei Green Bay Packers.
Prima della stagione due uomini d'affari di Brooklyn, William B. Dwyer e John C. Depler, acquistarono i Dayton Triangles, li trasferirono a Brooklyn e li denominarono Brooklyn Dodgers. Inoltre gli Orange Tornadoes vennero trasferiti a Newark, i Buffalo Bisons e i Boston Bulldogs abbandonarono la lega. Entrò invece a far parte della NFL la nuova squadra dei Portsmouth Spartans.

## La stagione
La prima partita della stagione fu giocata il 14 settembre 1930, mentre l'ultima venne disputata il 14 dicembre.

### Risultati della stagione
- V = Vittorie, S = Sconfitte, P = Pareggi, PCT = Percentuale di vittorie, PF = Punti Fatti, PS = Punti Subiti
- Nota: nelle stagioni precedenti al 1972 i pareggi non venivano conteggiati nel calcolo della percentuale di vittorie.

| National Football League |    |    |   |     |     |     |
| Squadra                  | V  | S  | P | PCT | PF  | PS  |
| Green Bay Packers        | 10 | 3  | 1 | 769 | 234 | 111 |
| New York Giants          | 13 | 4  | 0 | 765 | 308 | 98  |
| Chicago Bears            | 9  | 4  | 1 | 692 | 169 | 71  |
| Brooklyn Dodgers         | 7  | 4  | 1 | 636 | 154 | 59  |
| Providence Steam Roller  | 6  | 4  | 1 | 600 | 90  | 125 |
| Staten Island Stapletons | 5  | 5  | 2 | 500 | 95  | 112 |
| Chicago Cardinals        | 5  | 6  | 2 | 455 | 128 | 132 |
| Portsmouth Spartans      | 5  | 6  | 3 | 455 | 176 | 161 |
| Frankford Yellow Jackets | 4  | 13 | 1 | 235 | 113 | 321 |
| Minneapolis Red Jackets  | 1  | 7  | 1 | 125 | 27  | 165 |
| Newark Tornadoes         | 1  | 10 | 1 | 91  | 51  | 190 |

## Vincitore
| Vincitori del campionato NFL 1930 Green Bay Packers 2º titolo |